# 국제 채식인 연맹
국제 채식인 연맹(International Vegetarian Union)은 1908년 드레스덴에서 설립된 채식인 연맹이다.

## 같이 보기
- PETA